# Ahmad al-Abdullah as-Sabah

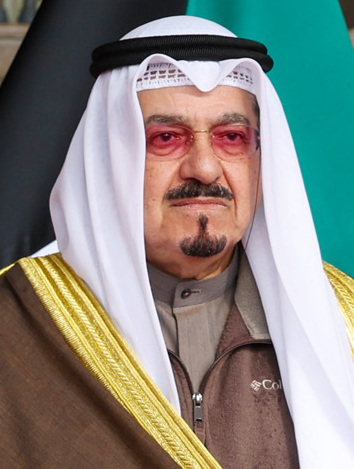
Ahmad al-Abdullah as-Sabah (2024)

Scheich Ahmad al-Abdullah al-Ahmad as-Sabah (arabisch أحمد العبد الله الأحمد الصباح; * 5. September 1952) ist ein kuwaitischer Politiker und Mitglied der Herrscherfamilie Kuwaits. Er ist seit dem 15. April 2024 amtierender Premierminister von Kuwait.

## Leben
Ahmad al-Abdullah as-Sabah wurde am 5. September 1952 als Sohn von Abdullah al-Ahmad as-Sabah, dem ältesten Sohn des Emirs Ahmad, geboren. Seine Mutter Sabika bint Ibrahim Al Mudhaf war die sechste Frau seines Vaters.

### Ausbildung
Er erhielt 1976 einen Bachelor-Abschluss in Betriebswirtschaftslehre von der Universität Illinois.

### Karriere
Von 1978 bis 1987 arbeitete er in der Zentralbank von Kuwait. Von 1987 bis 1997 war er Vorsitzender und Geschäftsführer der Burgan Bank und von 1997 bis 1999 stellvertretender Vorsitzender und Geschäftsführer der Al Ahli Bank.
1999 wurde er zum Kommunikationsminister ernannt. Bis 2001 war er dabei auch gleichzeitig Finanzminister. 2005 folgte die Ernennung zum Minister für Gesundheit. Von 2009 bis 2011 war er Minister für Öl. 2021 wurde er zum Chef des Kronprinzenhofs ernannt.
Am 15. April 2024 wurde er von seinem Onkel, dem Emir Mischal, zum Premierminister von Kuwait ernannt und ersetzte damit seinen Cousin Muhammad Sabah al-Salim in diesem Amt.

## Familie
Er ist verheiratet und Vater von drei Kindern.

## Mitgliedschaften
- Vorsitzender des Zentralausschusses zur Überwachung der Umsetzung von Projekten zur Umweltsanierung
- Mitglied der Kuwait Investment Authority
- Mitglied des Higher Council for Oil[4]